# Cossus Cornelius Lentulus (Konsul 1 v. Chr.)
Cossus Cornelius Lentulus war ein römischer Politiker und Senator und lebte um die Zeitenwende der christlichen Jahreszählung.
Lentulus war ein Sohn des Gnaeus Cornelius Lentulus, Konsul im Jahr 18 v. Chr. Im Jahr 1 v. Chr. wurde er an der Seite des Lucius Calpurnius Piso „Augur“ ordentlicher Konsul. Entweder von 6 bis 8 oder von 5 bis 7 war er für zwei Jahre Prokonsul der Provinz Africa. Hier war er erfolgreich gegen die Gaetuler und Musulamier, wofür er mit den Triumphinsignien und dem Beinamen Gaetulicus geehrt wurde. Nach dem Tod des Augustus wurde er ein enger Vertrauter des neuen Kaisers Tiberius. Von 33 bis 36 amtierte er als Praefectus urbi.
Der römische Philosoph und Staatsbeamte Seneca, ein Zeitgenosse des Cossus, nannte ihn „einen Mann, ernst, gesetzt, aber versunken im Wein und von ihm triefend, in solchem Maße, daß er einmal aus dem Senat, in den er von einem Gelage gekommen war, überwältigt von todesähnlichem Schlaf, hinweggetragen wurde.“ Nach Seneca schrieb ihm „Tiberius dennoch viele Dinge mit eigener Hand, die er nicht einmal seinen Ministern anvertraut wissen wollte.“ Für Seneca war Cossus ein Beispiel für einen Menschen, der trotz privater Schwächen sein Amt tadellos verwaltete: „Cossus ist weder ein privates Geheimnis noch ein politisches entschlüpft“.
Lentulus war Mitglied im Priesterkollegium der Quindecimviri sacris faciundis. Seine Söhne waren Gnaeus Cornelius Lentulus Gaetulicus und Cossus Cornelius Lentulus.